# Куйтун (Китай)
Куйтун (кит. спр. 奎屯市, піньїнь: Kuítún Shì, каз. Қойтүн, трансліт. Kuytun) — місто-повіт в китайській автономії Сіньцзян; на півдні та півночі обмежений територією міста Карамай, а зі сходу і заходу межує з префектурою Тачен, до складу якої не входить; напряму підпорядковується Ілі-Казахській автономній області.

## Географія
Куйтун лежить на Джунгарській рівнині.

### Клімат
Місто знаходиться у зоні, котра характеризується кліматом пустель помірного поясу. Найтепліший місяць — липень із середньою температурою 28.48 °C. Найхолодніший місяць — січень, із середньою температурою -11.88 °С.
| Клімат Куйтуна               | Клімат Куйтуна | Клімат Куйтуна | Клімат Куйтуна | Клімат Куйтуна | Клімат Куйтуна | Клімат Куйтуна | Клімат Куйтуна | Клімат Куйтуна | Клімат Куйтуна | Клімат Куйтуна | Клімат Куйтуна | Клімат Куйтуна | Клімат Куйтуна |
| Показник                     | Січ.           | Лют.           | Бер.           | Квіт.          | Трав.          | Черв.          | Лип.           | Серп.          | Вер.           | Жовт.          | Лист.          | Груд.          | Рік            |
| Абсолютний максимум, °C      | 6              | 5              | 23             | 34             | 34             | 39             | 42             | 40             | 36             | 30             | 18             | 5              | 42             |
| Середній максимум, °C        | −8,6           | −6,2           | 4,5            | 18,6           | 24,5           | 29,6           | 32,4           | 30,3           | 23,6           | 14,6           | 3,8            | −5,5           | 13,5           |
| Середня температура, °C      | −11,9          | −9,7           | 1,4            | 15             | 20,7           | 26,1           | 28,5           | 26,5           | 20,1           | 11,1           | 1,1            | −7,9           | 10,1           |
| Середній мінімум, °C         | −15,9          | −14,6          | −3,5           | 9,5            | 15,4           | 21             | 23,2           | 20,7           | 10,9           | 4,5            | −3,3           | −9,4           | 3,3            |
| Абсолютний мінімум, °C       | −30            | −27            | −22            | −7             | 4              | 10             | 14             | 11             | 3              | −5             | −18            | −27            | −30            |
| Норма опадів, мм             | 5.9            | 9              | 22.7           | 53.6           | 48.7           | 56.9           | 39.3           | 37.2           | 21.6           | 18.6           | 23.3           | 9              | 345.8          |
| Днів з опадами               | 1,8            | 2              | 3,4            | 8,8            | 8,6            | 13,2           | 10             | 8              | 4,4            | 3,6            | 3,7            | 1,6            | 69,1           |
| Вологість повітря, %         | 83.5           | 86.7           | 73.5           | 43             | 32.6           | 32.7           | 31             | 33.1           | 33.7           | 43.1           | 61             | 77.5           | 52.6           |
| ---------------------------- | -------------- | -------------- | -------------- | -------------- | -------------- | -------------- | -------------- | -------------- | -------------- | -------------- | -------------- | -------------- | -------------- |
| Джерело: Weather and Climate |                |                |                |                |                |                |                |                |                |                |                |                |                |